# 傑納西奧 (堪薩斯州)
傑納西奧（英語：Geneseo）是一個位於美國堪薩斯州賴斯縣的城市。

## 地方資料
根據2020年美國人口普查的數據，傑納西奧的面積為1.51平方千米，當中陸地面積為1.51平方千米，而水域面積為0.00平方千米。當地共有人口236人，而人口密度為每平方千米156.29人。